# 長趾鼠耳蝠
長趾鼠耳蝠（学名：Myotis sp. 2）为蝙蝠科鼠耳蝠屬下的一个种。

## 扩展阅读
- 維基物種上的相關：長趾鼠耳蝠